# Last

last — unix-утилита, отображающая список последних терминальных сессий с выборкой по пользователю или терминалу. Имена пользователей и/или терминалов задаются в качестве аргументов командной строки. При задании нескольких подобных аргументов выводится информация, относящаяся к любому из них. Например, команда «last root console» выведет все сессии суперпользователя, а также все сессии, проведенные с консоли. last выводит все сессии по указанным пользователям и терминалам в обратном временном порядке (самые последние выводятся в самом начале), при этом выводятся время начала сессии, её продолжительность и имя терминала, на котором велась сессия. Если сессия ещё не завершена или завершилась аварийно или перезагрузкой, это также будет указано.
Перезагрузка системы считается инициированной входом в неё псевдопользователя с именем reboot.
last без аргументов выводит записи всех входов и выходов в обратном порядке.
Если команда last была прервана, она показывает, до какого места в файле wtmp дошёл поиск.

## Пример использования
Показывает дату и время трёх последних перезагрузок:
```
# last -3 reboot

reboot   system boot  2.6.17-i686 Sat Oct  6 21:38          (23:11)
reboot   system boot  2.6.17-i686 Sat Oct  6 21:18          (23:30)
reboot   system boot  2.6.17-i686 Sat Oct  6 18:54         (1+01:55)
```